# Mattenbach
Mattenbach (toponimo tedesco) è un distretto di 12 216 abitanti del comune svizzero di Winterthur, nel Canton Zurigo (distretto di Winterthur). È stato istituito nel 1973 e comprende i quartieri di Deutweg, Endliker e Gutschick.